# Octoacanthella aethiopica
Genre
Espèce
Octoacanthella aethiopica, unique représentant du genre Octoacanthella, est une espèce de collemboles de la famille des Hypogastruridae.

## Distribution
Cette espèce se rencontre en Afrique de l'Est.

## Publication originale
- Martynova, 1961 : « Materials on the fauna of Collembola of Ethiopia ». Entomologicheskoe Obozrenie, vol. 40, p. 848-857.